# 擬龜屬
擬龜屬（学名：Emydoidea）为泽龟科的一个属。

## 下属物种
本属包括以下物种：
- 布氏拟龟 Emydoidea blandingii (Holbrook, 1838)，现接受名为Emys blandingii (Holbrook, 1838)